# Otto Jentsch
Otto Jentsch (* 15. Mai 1898 in Seifhennersdorf; † 24. Oktober 1978 in Radebeul) war ein deutscher Ingenieur.

## Leben
Der Dr.-Ing. und Reichsbahnbaumeister war seit 1927 leitender Ingenieur, später technischer Direktor in den Dresdner Gas-, Wasser- und Elektrizitätswerken. Zum 1. Mai 1933 trat er der NSDAP bei (Mitgliedsnummer 2.457.700), 1946 der SED.
1952 wurde er Professor für Maschinenelemente und Strömungsmaschinen an der Hochschule für Verkehrswesen Dresden.
Mit Schreiben vom 8. September 1952 wurde er zum Rektor der Hochschule ernannt. Er war damit der erste Rektor der Hochschule für Verkehrswesen.
1963 wurde er emeritiert.

## Auszeichnungen
- 1956: Träger des Ehrentitels Verdienter Eisenbahner der Deutschen Demokratischen Republik
- 1964: Ehrensenator der Hochschule für Verkehrswesen
- 1968: Vaterländischer Verdienstorden der DDR in Bronze